# Pont Qiansheng
Le pont de Qiansheng (chinois simplifié : 千乘桥 ; chinois traditionnel : 千乘橋 ; pinyin : qiānchéng qiáo ; litt. « Pont [dont on] tire mille profits ») est un pont construit en 1715, sous le règne de Kangxi de la dynastie Qing, situé sur le village de Tangkou (棠口村), canton de Tangkou (zh) (棠口乡), xian de Pingnan, dans la ville-préfecture de Ningde, province du Fujian, en République populaire de Chine.

Un autre pont du même nom dans le village est vieux de 1000 ans.
Il est inscrit depuis 2006, sur la 6e liste des sites historiques et culturels majeurs protégés au niveau national.

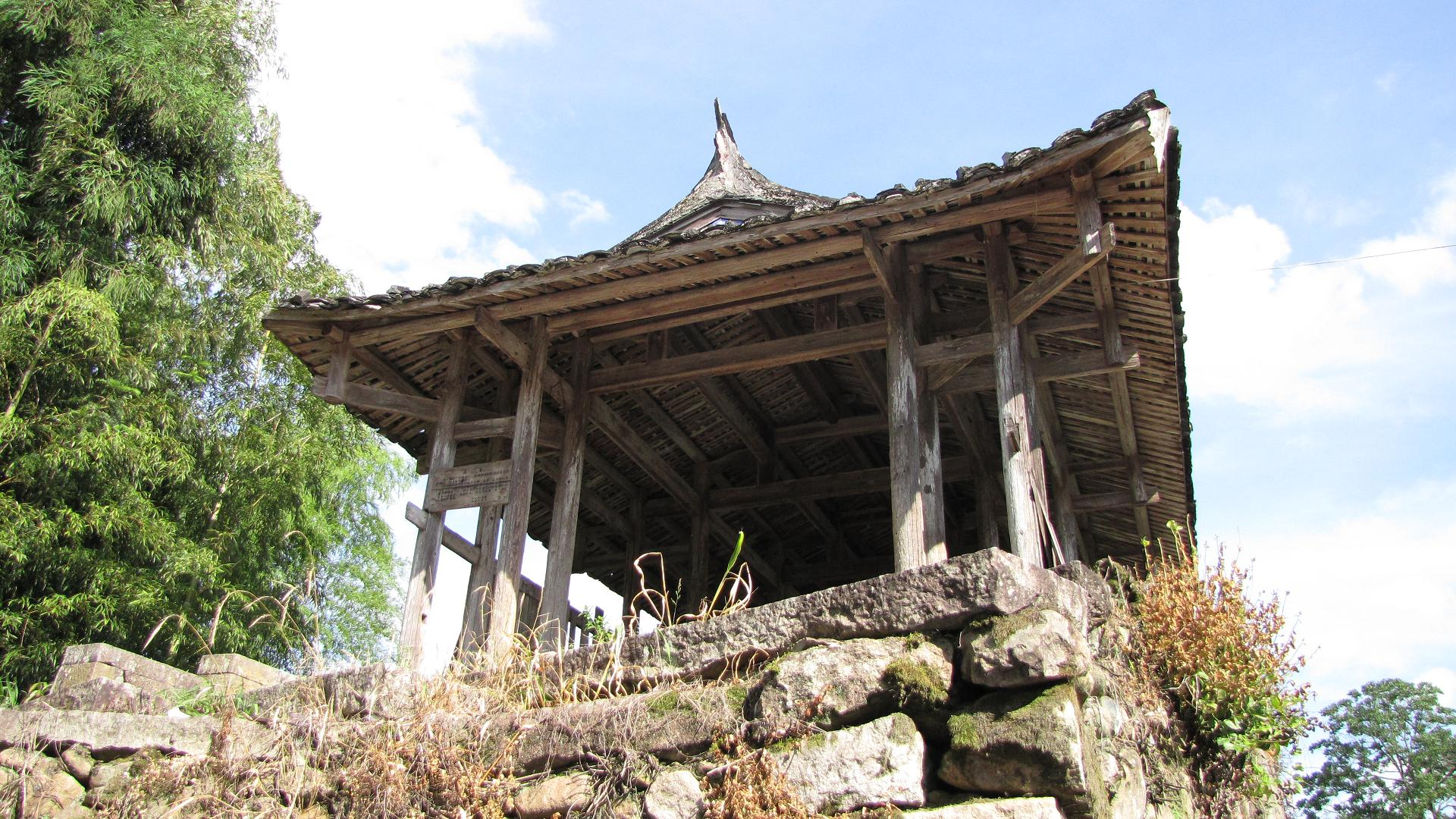
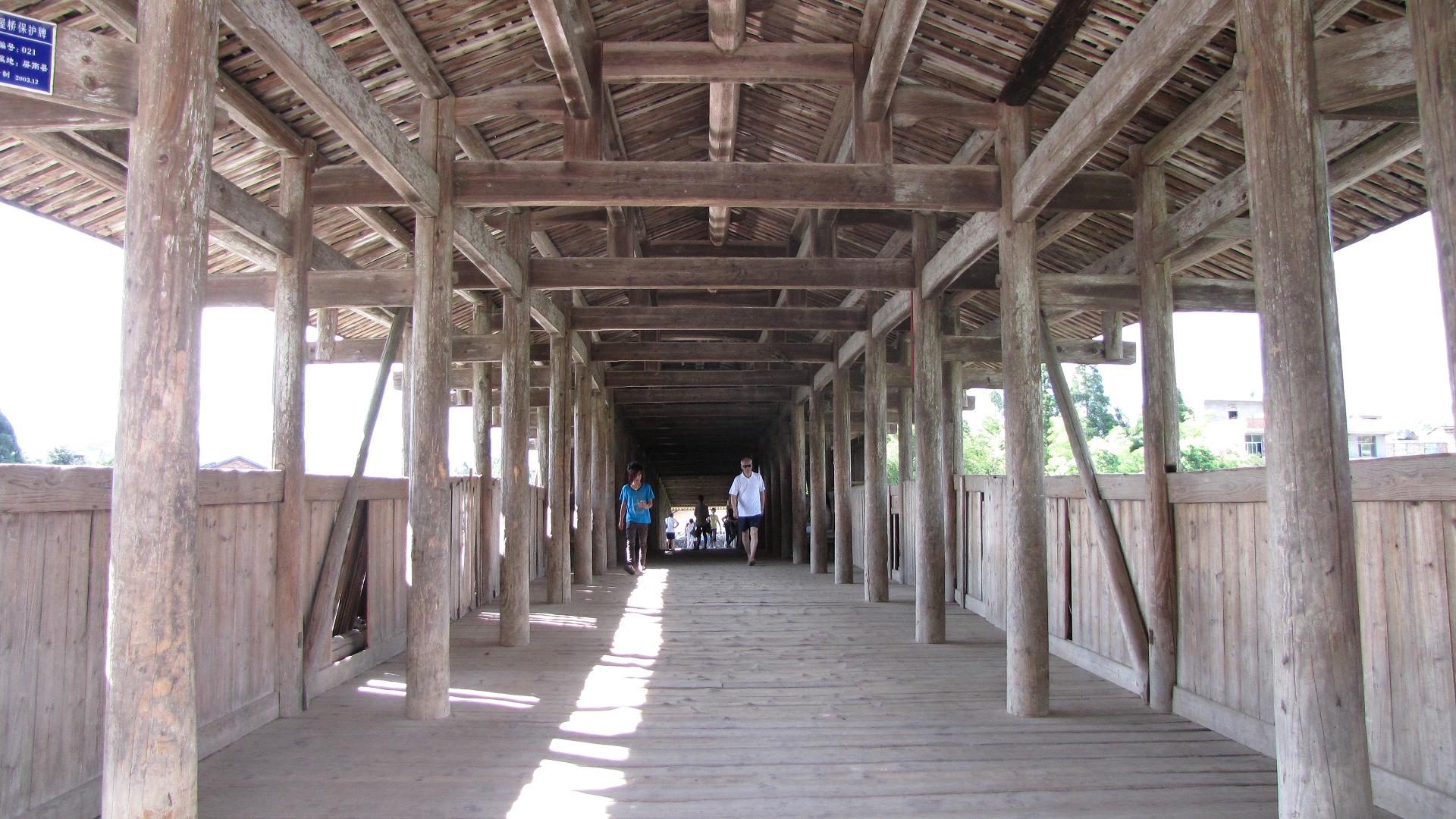
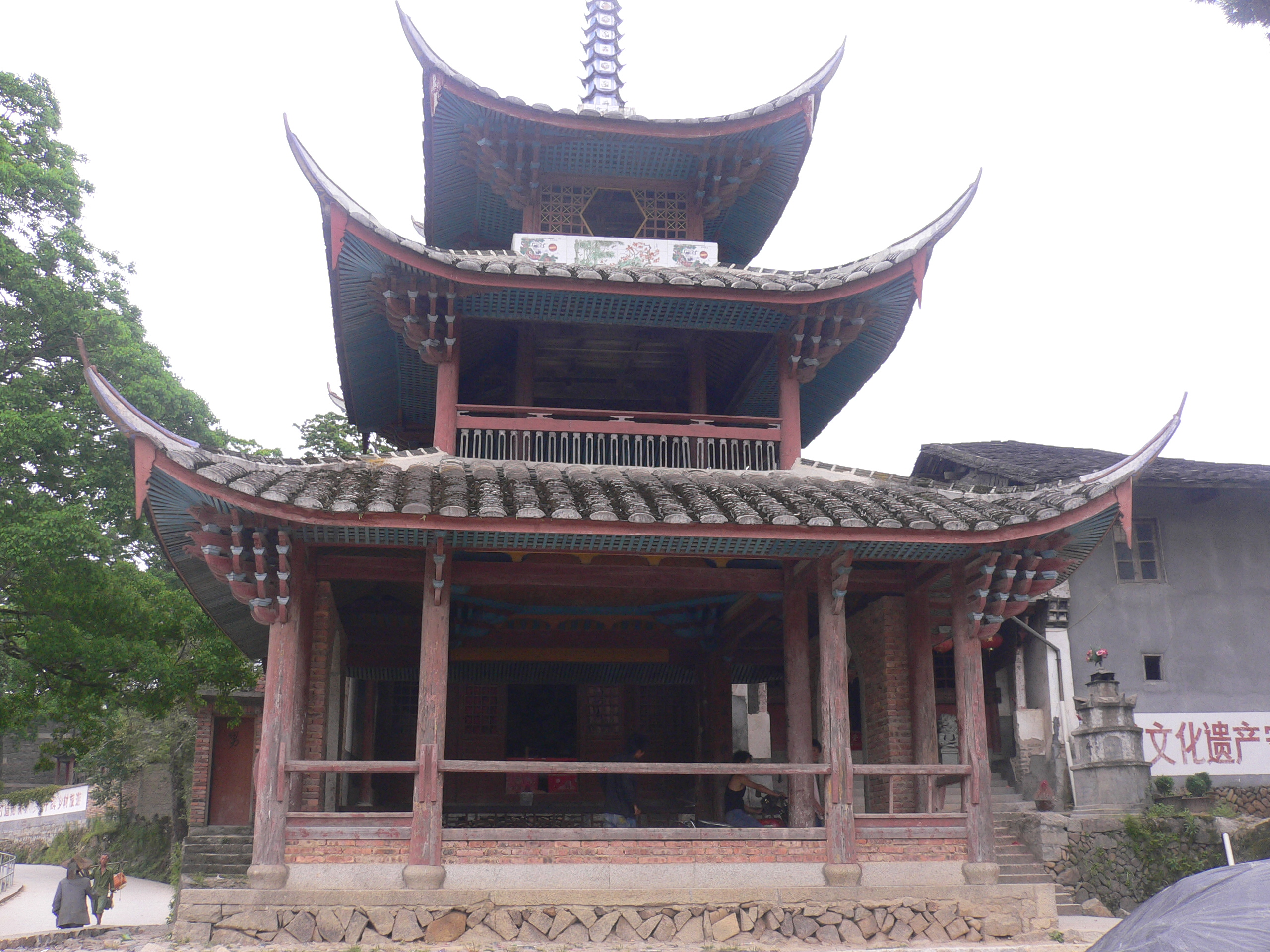
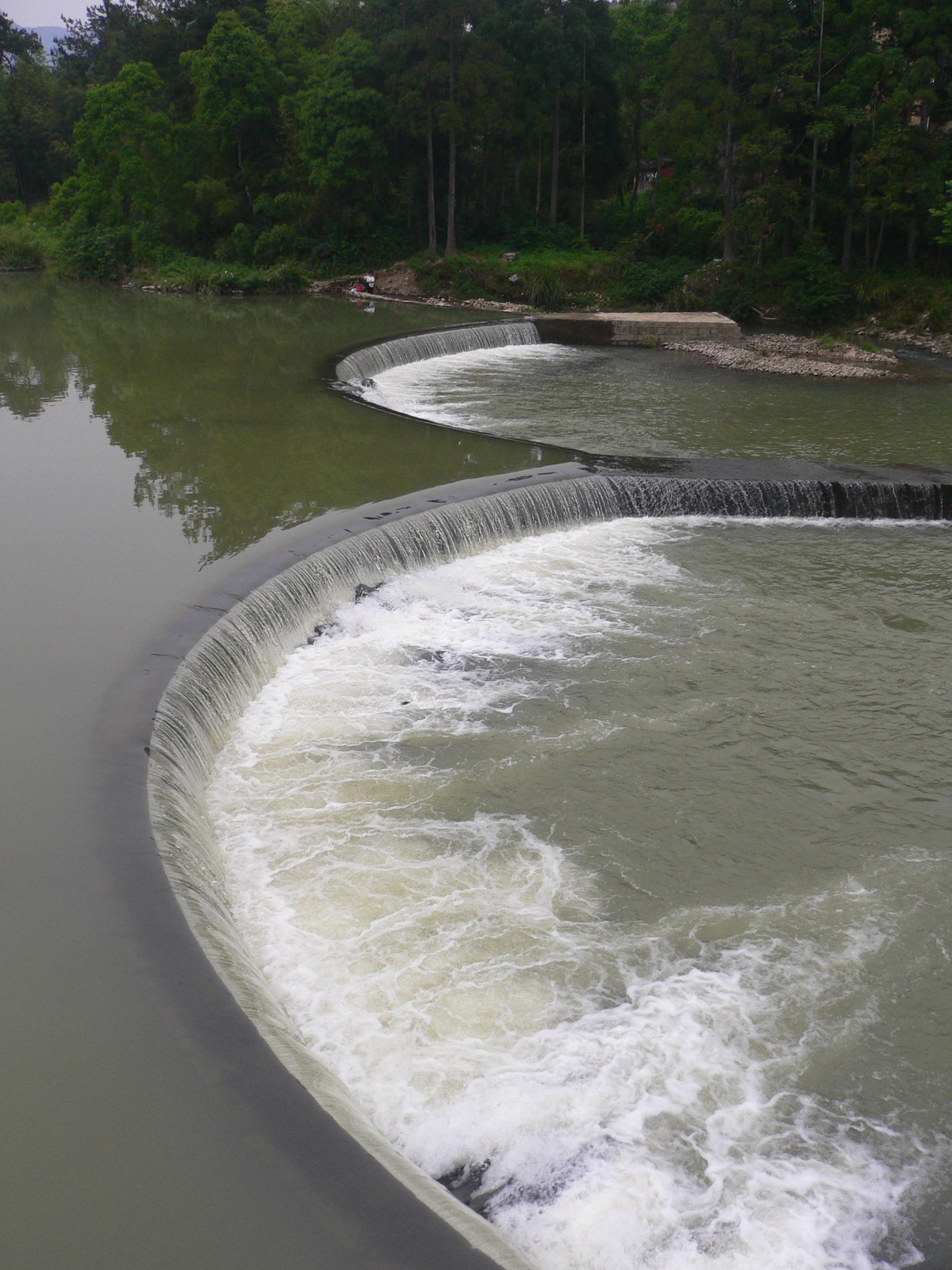